# Casco Histórico (Azcoitia)
El Casco Histórico de Azcoitia es el casco urbano del municipio de Azcoitia, situado en Guipúzcoa.

## Historia
Antes de que se creara el pueblo, dividido por el río Urola, había una tierra llamada el Valle de Iraurgi. Estaba en poder de la Diócesis de Navarra, y tenía dos áreas religiosas: Santa María de Balda (más tarde conocida como Azkoitia) y San Sebastián de Soreasu (posteriormente conocido como Azpeitia). La primera zona urbana se construyó a uno de los lados de la colina San Martin.

Se daban múltiples luchas entre bandos en los alrededores de aquel lugar, y los habitantes de San Martin hicieron la petición de llevar el pueblo al otro lado del río Urola, junto a las tierras de la casa de Balda, pensando que allí vivirían más protegidos. En 1334, Alfonso XI de Castilla le dio el título de pueblo a la nueva localizaciín, y le puso el nombre de San Martin de Aheskoytia de Yraurgui. Con el tiempo, sin embargo, se rechazó el nombre San Martín -oficialmente a partir del año 1456, y se quedó con el nombre Azcoitia.La lucha constante entre Ahaide Nagusiak y la enemistad que se produjo entre ellos y los pueblos, provocó que en 1436 prendieran fuego a Azcoitia. Pero las consecuencias de la guerra no acabaron ahí: en 1509, la iglesia de Santa María de Balda fue trasladada al interior de la villa, aunque no sin alboroyo. Según dicen, mientras el sacerdote llevaba el Sacramento del altar, el señor Balda le disparó y lo mató; después se montó en su caballo y huyó a toda prisa. Cuando muchos de los Ahaide Nagusi fueron enviados fuera del país y demolieron las cimas de sus fortalezas, el ayuntamiento tuvo menos problemas para defender sus propios intereses. La sede del consejo estaba situada en la Calle Mayor, pero en el siglo XVIII, se trasladaron al importante edificio barroco de la Plaza Antigua. 
En 1763, se creó la Sociedad de los Amigos del País Vasco (Euskal Herriko Adiskideen Elkartea en euskera) en Azcoitia, propuesta por el alcalde de Peñaflorida Xabier Munibe. Esa sociedad tenía su sede en el palacio de Insausti, cerca del pueblo, a un lado. 
Ha habido más sucesos que han sido importantes para la historia de Azcoitia. La rebelión de 1766 fue una de ellas. Otro suceso fueron las guerras carlistas. Cuando se redujo la importancia económica de las fábricas metalúrgicas bajó y dejaron de ser la base de la economía, eso también golpeó fuerte a Azcoitia. Entonces, comenzó la industrialización y sólo entonces se expandió el pueblo; la villa de antaño se quedó pequeña y también sus alrededores. En 1926, llevó al pueblo el tren de Urola y la población de Azcoitia aumentó un poco. Surgió la necesidad de agrandar Azcoitia, y comenzaron a extender las fronteras del pueblo más y más, a partir de la década de 1960; se extendieron a orillas del río Urola, pero tomando en cuenta la parte vieja que allí tenían. 
La calle Santa Clara, la Calle Mayor, la calle Aizkibel y las calles Martin Deuna y Aingeru y sus alrededores son parte del casco antiguo. Además de esos, los alrededores de las casas que están situadas en el casco son también parte del casco antiguo (Balda etxea, Floreaga eta Altuna Portu).
No suficiente con aquella zona general del pueblo, son también dignos de mención los suburbios de Goikokale y Klara Donea. Goikokale es muy antiguo (era el lugar de residencia de los trabajadores de las empresas metalúrgicas), y siempre ha tenido gran valor histórico, tanto por su función y actividades como por el posicionamiento que tenía en el pueblo. Klara Donea (antes conocido como Beheko Errebala), se creó, al menos, en el siglo XV. Hoy en día está muy cambiado, pero tiene construcciones atractivas como: el palacio Irizar, la ermita San José y el convento de monjas Klaratar.

## Legado
- Casa Portuaria Altuna
- Iglesia de Santa María la Real (Azcoitia)
- Mercado de Azcoitia
- Casa consistorial de Azcoitia
- Fuente de las barricas
- Casa Errekalde
- Casa Floreaga
- Frontón Gurea
- Casa Jausoro
- Torre Idiáquez
- Palacio Iribe